# Bundesstraße 532
Die Bundesstraße 532 (Abkürzung: B 532) ist eine deutsche Bundesstraße im südlichen Baden-Württemberg nahe der schweizerischen Stadt Basel. Sie führt ausgehend vom Grenzübergang Frankreich über die Palmrainbrücke nach Weil am Rhein über 2,5 Kilometer in das Stadtgebiet von Weil am Rhein und gehört zu den kürzesten Bundesstraßen Deutschlands. Sie überführt die Bundesautobahn 5 und die Gleise des Rangierbahnhofs Weil am Rhein. Eine weithin sichtbare Landmarke direkt neben der Straßenbrücke über der Gleisanlage des Bahnhofs ist der Wasserturm Haltingen. Die Bundesstraße 532 wurde Mitte/Ende der 1980er Jahre eingerichtet und führt auf die als Straßenbrücke wiederhergestellte Palmrainbrücke; an der Stelle führte bis 1937 eine Eisenbahnbrücke.

## Verlauf
- Grenze F (0,0 km)
- Autobahnauffahrt Weil / Hüningen (0,7 km), A 5
- Weil am Rhein (2,0 km), B 3

## Weblinks

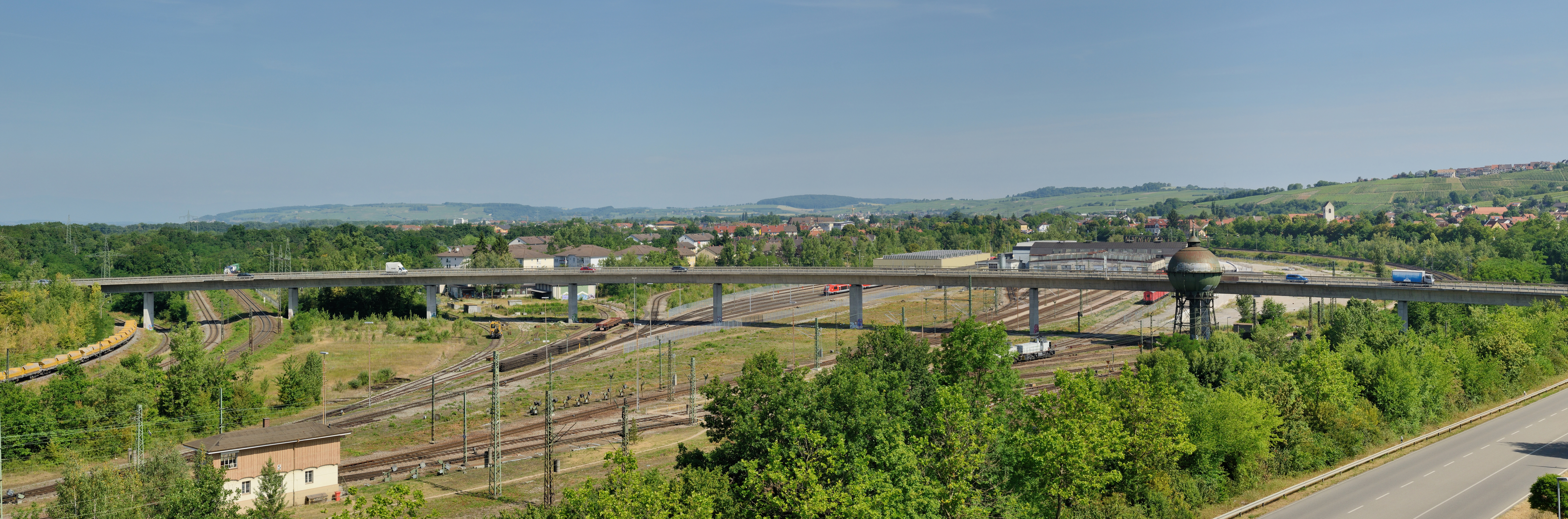
Blick vom Vitra Rutschturm auf die B532 (Brücke) und dem Wasserturm Haltingen.